# كورت توماس (ملحن)
كورت توماس (بالألمانية: Kurt Thomas)‏ هو موزع وملحن ألماني، ولد في 25 مايو 1904 في تونينغ في ألمانيا، وتوفي في 31 مارس 1973 في باد أوينهاوزن في ألمانيا.

## وصلات خارجية
- الموقع الرسمي
- كورت توماس على موقع أوليمبيديا (الإنجليزية)
- كورت توماس على موقع IMDb (الإنجليزية)
- كورت توماس على موقع مونزينجر (الألمانية)
- كورت توماس على موقع ميوزك برينز (الإنجليزية)
- كورت توماس على موقع أول ميوزيك (الإنجليزية)
- كورت توماس على موقع ديسكوغز (الإنجليزية)